# 圣本图
圣本图是巴西马拉尼昂州的一个市镇。总面积459.452平方公里，总人口37389人，人口密度81.4人/平方公里。